# Treviana
Treviana – gmina w Hiszpanii, w prowincji La Rioja, w La Rioja, o powierzchni 34,94 km². W 2011 roku gmina liczyła 186 mieszkańców.